# Taft Broadcasting
Taft Broadcasting Company (также известна как Taft Television and Radio Company, Incorporated) — бывшая американская медиахолдинг, располагавшийся в Цинциннати, штат Огайо.
Taft Broadcasting являлась владельцем ряда компаний в сфере медиа и развлечений: Hanna-Barbera Productions, Worldvision Enterprises, Ruby-Spears Productions, KECO Entertainment, а также многочисленных американских теле и радиостанций. Фирма также контролировала 50 % австралийского подразделения дистрибьютора домашнего видео CIC Video (CIC-Taft Home Video).
В конце 1980-х компания пережила череду реорганизаций: после покупки бизнесменом Карлом Линднером она стала «Great American Broadcasting», в 1993 году пережив процедуру банкротства по статье 11 стала именоваться «Citicasters», в 1999 году была приобретена Clear Channel Communications (в 2014 году переименованной в iHeartMedia). После этого Citicasters являлась дочерним холдингом в составе iHeartMedia.

## История

### Предыстория
Компания была связана с семьёй президента США Уильяма Тафта. В 1879 году его брат Чарльз Фелпс Тафт приобрел две дневные газеты из Цинциннати — The Times и The Cincinnati Daily Star, которые через год были объединены в Cincinnati Times-Star. При сыне Чарльза Хьюберте и сводном брате Уильяма — Питере Роусоне Тафте II, газета занялась радиовещанием.

### 1939—1959
В 1939 году история «Radio Cincinnati, Inc.» началась с того, что Cincinnati Times-Star купила радиостанцию WKRC у CBS.
В апреле 1949 года в Цинциннати начала работу первая телестанция Тафтов — WKRC-TV.
В 1951 году компания вышла за границы штата Огайо, приобретя 20 % акций радиостанции WBIR-AM-FM в городе Ноксвилл в Теннесси у её владельцев — отца и сына Дж. Линдси и Гилмора Нанна. Через полтора года доля Тафтов выросла до 30 %, после того как Нанн продал свой пакет акций ряду инвесторов.
В 1953 году Radio Cincinnati купило WTVN-TV (нынешнее WSYX) в Колумбусе у «Picture-Waves, Inc.» толидского адвоката Эдварда Ламба.
В 1954 году компания приобрела радиостанцию WHKC в Колумбусе у United Broadcasting; WHKC было переименовано в WTVN.
В августе 1956 года в Ноксвилле начала вещание телестанция WBIR-TV.
В 1957 году Radio Cincinnati купило WBRC-AM-FM-TV в Бирмингеме у Storer Broadcasting.
В 1958 году Cincinnati Times-Star объединилась с газетой Cincinnati Post, издаваемой E.W. Scripps Company. Radio Cincinnati также купила телестанцию WKXP в Лексингтоне, которая была переименована в WKYT-TV.
В 1959 году компания купила оставшиеся 70 % WBIR-AM-FM-TV. Через год медийные активы семейства Тафт были объединены в компанию «Taft Broadcasting Company».

### 1960—1979
В 1960 году в Колумбусе была запущена радиостанция WTVN-FM (нынешнее WLVQ). Годом позже станции WBIR stations в Ноксвиле были проданы «WMRC, Inc.» (позже ставшей Multimedia Inc.) из города Гринвилл, Южная Каролина.
В 1963 году у «Transcontinent Television Corporation» были приобретены радиостанции WDAF-AM-FM-TV в Канзас-Сити в Миссури, WGR-AM-FM-TV в Буффало, штат Нью-Йорк и WNEP-TV в Скрантоне, Пенсильвания.
В октябре 1966 Taft купил анимационную студию Hanna-Barbera, продавцами были её основатели — Джозеф Барбара, Вильям Ханна и Джордж Сидни В апреле 1967 года Kentucky Central Life Insurance Company была продана телестанция WKYT-TV.
10 ноября 1967 года президент и председатель совета директоров Taft Broadcasting Хьюберт Тафт-младший умер из-за взрыва при утечке жидкого пропана в своём бомбоубежище в пригороде Цинциннати Индиан Хилл. После этого освободившиеся посты занял его сын Дадли С. Тафт.
В 1969 году корпорация купила за 20 млн долл. филадельфийскую телестанцию WIBF, сменив её позывные на WTAF-TV.
В 1970 году было сформировано подразделение Rhodes Productions, занимавшееся телевизионной синдикацией независимых телепрограмм, включая продукцию Hanna-Barbera.
В 1972 году был открыт первый тематический парк — Kings Island, расположенный рядом с Цинциннати. Через подразделение KECO Entertainment Taft Broadcasting управлял пятью парками. В том же году бирмингемские радиостанции WBRC и WBRC-FM были проданы «Mooney Broadcasting».
В 1974 году у ABC Radio были выкуплены радиостанции KQV и WDVE, расположенные в Питтсбурге, штат Пенсильвания.
В 1975 году Rhodes Productions было продано Filmways. Taft, H-B Program Sales и Taft, H-B International стали новыми отечественными и зарубежными распространителями телевизионного контента.
В 1979 году TB купил у «Superior Tube Company» телестанцию WDCA в Вашингтоне, Округ Колумбия за 13,5 млн долл. В это же время был приобретён независимый дистрибьютор Worldvision Enterprises (бывшее подразделение ABC) и продакшн компания QM Productions.

### 1980—1987
В 1980 году TB приобрёл Sunn Classic Pictures, которое была переименована «Taft International Pictures». QM Productions было преобразовано в «Taft Entertainment Television».
В 1981 году у «Filmways» было выкуплено Ruby-Spears Productions. К этому времени Taft Broadcasting был разделён на два подразделения: «Taft Entertainment Company» (Hanna-Barbera, Ruby-Spears, Worldvision, тематические парки, Taft International Pictures и Taft Entertainment Television) и «Taft Television & Radio Co, Inc.». В 1981 году в партнёрстве с The Great-West Life Assurance Company около Торонто в Канаде был открыт тематический парк Canada's Wonderland.
В 1982 году радиостанция KQV была продана генеральному менеджеру Роберту У. Дики и издателю газет Ричарду Меллону Скайфе.
В 1983 году WGR-TV было продана «Coral Television» в обмен на телестанцию WCIX в Майами.
В 1985 году TB приобрёл «Gulf Broadcasting» (KTXA в Форте-Уэрт; KTXH в Хьюстоне; WTSP в Санкт-Петербург; KTSP-TV (сейчас KSAZ-TV) в Финиксе; KESQ-TV в Палм-Спрингс и WGHP в Хай-Пойнте). Для удовлетворения требований Федеральной комиссии по связи, Taft продала несколько радиостанций CBS. KESQ-TV было продано бывшему главе «Gulf Broadcasting» Э. Гранту Фиттсу.
В октябре 1986 года WTAF-TV и WCIX стали филиалами Fox Broadcasting Company., через месяц они вместе с WDCA-TV, KTXA и KTXH были проданы «TVX Broadcast Group» за 240 млн долл. (сделка была закрыта в апреле 1987 года). Taft также продал WGR и WRLT-FM (бывшее WGR-FM) в Баффало «Rich Communications» (подразделение местной «Rich Products»).
В апреле 1987 года Taft Broadcasting Company была куплена за 1,43 млрд долл. «TFBA Limited Partnership».

### 1987—1999
Позже в этом году бизнесмен из Цинциннати Карл Линднер с помощью враждебного поглощения стал мажоритарным акционером TB, которую после серьёзной реструктуризации переименовал в «Great American Broadcasting» (также известную как «Great American Communications». Новым названием компания была обязана страховой компании Линднера «Great American Insurance»). Федеральная комиссия по связи посчитала случившееся сменой собственника, после чего предприниматель был вынужден выделить из состава компании WTVN-TV (была передана Anchor Media, принадлежащей бывшим членам совета директоров Taft Broadcasting во главе с Робертом Баасом) и WKRC-TV (её владельцем стала «Taft Broadcasting» Дадли С. Тафта, позже купившая WPHL-TV).
В 1988 году «Great American Broadcasting» продало Worldvision «Aaron Spelling Productions». В сделку также вошли все программные активы (включая остатки «Taft International Pictures» и «Taft Entertainment Television»), за исключением библиотек Hanna-Barbera и Ruby-Spears. Worldvision сохранило права на синдикацию анимационных студий до смены их владельцев.
В 1991 году Hanna-Barbera вместе с большей частью библиотеки Ruby-Spears была продана Turner Broadcasting System, в 1996 году вошедшей в состав Time Warner. Частью сделки стала передача прав на синдикацию Turner Program Services. Студия «Ruby-Spears» была выкуплена Джо Руби и Кеном Спарксом.
В 1992 году «KECO Entertainment» было продано «Paramount Communications» (родительская компания Paramount Pictures. В 2006 году парки были проданы Cedar Fair Entertainment Co). Также у Дадли Тафта было выкуплена WGHP.
В 1993 году Great American объявило о банкротстве по статье 11, после чего была переименована в «Citicasters Communications». It also sold WKRC radio to Jacor и отключен телетекстовый сервис Electra, бывшее совместным проектом с Zenith и WTBS (нынешнее WPCH-TV) в Атланте).
В 1994 году «Citicasters» продал большую часть своих телестанций, включая «WDAF-TV» и «KSAZ-TV» компании «New World Communications», в то время как «WBRC» и «WGHP» перешли «Fox Television Stations», позже купившему и «New World Communications».
В 1996 году «Citicasters» объединилось с «Jacor», которое стало его дочерним предприятием. К этому моменту компания имела две телестанции, пять AM и 14 FM радиостанций. Через три месяца «Jacor» обменял «WTSP» на радиостанции Gannett в Лос-Анджелесе, Сан-Диего и Тампе. В 1997 году в рамках сделки по слиянию «Jacor» продало WKRQ и первоначальное «WDAF-FM» (тогдашнее «KYYS», нынешнее «KCKC») «American Radio Systems». Также радиостанция «WDAF-AM» (нынешнее «KCSP») была продана «Entercom».
В 1997 году оставшиеся активы «Worldvision» (кроме «Hanna-Barbera» и большей части материалов «Ruby-Spears») были включены в «Republic Pictures» (в настоящее время входит в состав «CBS Television Studios»).
В 1999 году "Clear Channel Communications приобрело «Citicasters и Jacor». «The Citicasters» остаётся холдинговой компанией и лицензиатом в корпоративной структуре «Clear Channel».

## Станции
Примечание:
- Указаны станции, созданные и лицензированные Radio Cincinnati, Inc./Taft Broadcasting.

### Телестанции
Примечание:
- 1 С 1956 по 1959 год Radio Cincinnati, Inc. контролировало 30 % WBIR.

### Радиостанции
| AM | FM |

Примечание:
- 1 С 1951 по 1953 год Radio Cincinnati, Inc. контролировала 20 % акций станции. С 1953 по 1959 год она составляла 30 %.